# Cratere Tore
Tore è un cratere di Rea situato nei pressi dell'equatore dell'asteroide. È utilizzato per determinare i 20° di longitudine E del sistema di riferimento topografico di Rea, analogamente a quanto avviene sulla Terra con Greenwich per gli 0°.
Il cratere è stata battezzato dall'Unione Astronomica Internazionale con riferimento a Tore, signore e creatore dell'Universo nella cultura dei pigmei.